# Норт Манкато (Минесота)
Норт Манкато (енгл. North Mankato) град је у америчкој савезној држави Минесота.

## Демографија
По попису из 2010. године број становника је 13.394, што је 1.596 (13,5%) становника више него 2000. године.
| Група             | 2000.          | 2010.          |
| Белци             | 11.266 (95,5%) | 12.320 (92,0%) |
| Афроамериканци    | 77 (0,7%)      | 277 (2,1%)     |
| Азијати           | 163 (1,4%)     | 228 (1,7%)     |
| Хиспаноамериканци | 188 (1,6%)     | 400 (3,0%)     |
| Укупно            | 11.798         | 13.394         |